# Sarah Duhamel
Marie Marguerite Sarah Duhamel, (Rouen, 21 maart 1873 – Parijs, 15 april 1926) was een Franse toneel- en filmactrice, vooral bekend als comédienne.

## Carrière
Duhamel was dochter van een operettezangeres en verscheen al op zeer jonge leeftijd op toneel. In 1893 debuteerde zij als zangeres bij Eldorado, waarmee ze op een tweejarige tournee ging door Italië en Zuid-Frankrijk. Vanaf 1895 werkte ze bij diverse revues in Parijs. In 1910 ontmoette ze filmregisseur Romeo Bosetti die voor Pathé Comica in Nice werkte. Samen met Bosetti maakte ze diverse korte komediefilms, waarbij haar personage o.a. Rosalie was genoemd (toen deze films werden uitgebracht in de Engelstalige landen werd de hoorfdpersoon Jane genoemd). Later ging ze werken voor de firma Eclair (La Société française des films et cinématographiques Eclair) onder de personagenaam  Pétronille. Zij was ook de tegenspeler van Maurice Schwartz in de Little Moritz serie en van Lucien Bataille in zijn Casimir komedies.
Haar samenwerking met Bosetti duurde tot 1916, toen hij stopte met filmmaken als gevolg van zijn verwondingen tijdens de WO I.  Na de WO I werd de carrière van Duhamel minder succesvol, al ging ze door met werken op toneel en voor films.

## Privé leven
In 1915 trouwde Duhamel met Édouard Louis Schmitt, bekend als Darmaine of Darmène (1884-1972), die ook toneelacteur was. Ook Duhamels oudere zus Louise Jeanne Bibiane Duhamel (1870-1910) was bekend als operettezangeres.

## Filmografie

### AlsRosalie
- 1911 : Little Moritz enlève Rosalie (Henri Gambart, scénario Romeo Bosetti)
- 1911 : Rosalie et Léontine vont au théâtre (Romeo Bosetti)
- 1911 ; Rosalie a trouvé du travail (Romeo Bosetti)
- 1911 : Le jour de l'an de Rosalie [Romeo Bosetti ?]
- 1911 : La Mitrailleuse [Romeo Bosetti ?]
- 1911 : Domestiques bon teint [Romeo Bosetti ?]
- 1912 : Je ne veux plus de cuisinière [Romeo Bosetti ?]
- 1912 : Les Araignées de Rosalie [Romeo Bosetti ?]
- 1912 : C'est la faute à Rosalie [Romeo Bosetti ?]

### AlsPétronille
- 1911 : Little Moritz et le papillon
- 1912 : Pétronille gagne le grand steeple
- 1913 : Pétronille à la caserne
- 1913 : Pétronille cherche une situation
- 1913 : Le Singe de Pétronille
- 1913 : Gavroche au pensionnat de Pétronille
- 1913 : Gavroche et Pétronille visitent Berlin
- 1913 : Gavroche et Pétronille visitent Londres
- 1913 : Pour gagner le million
- 1913 : Casimir et Pétronille font bon ménage
- 1913 : Casimir et Pétronille font de l'auto
- 1913 : Casimir et Pétronille font un héritage
- 1914 : Casimir et Pétronille n'ont pas vu les souverains
- 1914 : Casimir fait de l'entrainement
- 1914 : Casimir, Pétronille et l'Entente cordiale
- 1914 : Casimir tangue
- 1914 : La Vengeance de Casimir
- 1914 : Le Désespoir de Pétronille
- 1914 : Pétronille porteuse de pain
- 1914 : Pétronille     suffragette
- 1914 : La Ruse de Pétronille
- 1916 : Casimir et Pétronille au bal de l'ambassade

### Andere films
- 1912 : Un drame passionnel
- 1916 : C'est pour les orphelins ! (Louis Feuillade)
- 1922 : Les Mystères de Paris (Charles Burguet)

## Theater werk
- 1889 : Monsieur Alphonse, (Alexandre Dumas fils) : Adrienne
- 1892 : Article de Paris (opérette van Maxime Boucheron, met muziek van Edmond Audran)
- 1892 : La Petite Pologne, (Lambert Thiboust   en Ernest Blum): Fauvette
- 1892 : Les Mouchards, (Jules Moinaux en Paul Parfait) : Andrée
- 1892 : La Lune à Paris, (Jules Oudot en Léon Nunès, met muziek van Léon Schlésinger) : Miss Helyett
- 1895 : Les Contes de Piron, (opérette van Gaston Habrekorn en Marc, met muziek van Célestin Controne) : Suzanne
- 1895 : Paris-Sensuel, (Léon Némo en A. Bural) : la commère
- 1896 : Les Bibelots du diable, (vaudeville van Théodore Cogniard en Clairville) : Risette
- 1896 : Les Deux rosses, (Pierre Decourcelle door Paul Briollet en Jacques Yvel, met muziek van Émile Duhem en Émile Cambillard)
- 1896 : La Petite goualeuse, (Gaston Marot en Alévy) : la petite goualeuse
- 1902 : La  Demoiselle de chez Maxim's, (parodie vaudeville van Georges Feydeau door Gardel-Hervé) : la môme Grenouille
- 1903 : Josiane !, (Valérien Tranel en Eugène Joullot) : Josiane
- 1908 : Cartes transparentes, (Jules Moy)
- 1908 : Une nuit tragique au pays du Czar, (Montéhus) : l'héroïne
- 1910 : Pige-moi ça !, (revue van Cinq-Mars, met muziek van Charles Pillon) : la femme au cadenas
- 1910 : La Conscrite, (vaudeville militaire van Raoul Hugo) : la colonelle
- 1922 : Madame Cantharide, (opérette van Louis Lemarchand en Fernand Rouvray)